# Calima Aviación
Calima Aviación, también denominada como Calima (IATA: 3C, OACI: CMV, IOSA, FAR129 certificate) fue una aerolínea española con sede en el Aeropuerto de Gran Canaria. Fundada en el año 2003, actualmente dispone en su aoc la posibilidad de operar Boeing 737-400 y Boeing 737-800. No opera vuelos ni posee aeronaves desde junio de 2014. 

## Antigua flota
| Aeronaves      | Total | Introducido | Retirado | Matrículas      |
| -------------- | ----- | ----------- | -------- | --------------- |
| Boeing 737-400 | 2     | 2010        | 2014     | EC-LDN y EC-LTC |
| Boeing 737-800 | 1     | 2012        | 2012     | EC-LKO          |
| Dornier Do 28  | 1     | 2008        | 2010     | EC-KTC          |